# MT-LB
MT-LB (ros. многоцелевой транспортёр-тягач лёгкий бронированный – Mnogocelewoj transportior-tiagacz logkij bronirowannyj, wielozadaniowy transporter-ciągnik lekki opancerzony, «Объект 6» – Obiekt 6) – radziecki, pływający transporter opancerzony skonstruowany w latach 60. XX wieku. Produkowany na licencji również w Polsce w Hucie Stalowa Wola i w Bułgarii.

## Historia
Pojazd został zaprojektowany w Charkowskiej Fabryce Traktorów (ChTZ) w Charkowie pod kierunkiem Anatolija Biełusowa. Produkowany w ZSRR (po rozpadzie ZSRR na Ukrainie) i na licencji w Bułgarii i Polsce. MT-LB został skonstruowany jako ciągnik artyleryjski przeznaczony do holowania armaty przeciwpancernej T-12 kalibru 100 mm, przewożenia jej obsługi i amunicji. Z czasem wykorzystywany jako transporter opancerzony. Na podwoziu MT-LB zbudowano szereg innych pojazdów, pomocniczych i bojowych. Zaletą MT-LB był niewielki nacisk jednostkowy, zapewniający mu dużą mobilność w trudnym terenie. Mógł holować działo lub przyczepę o masie do 6,5 t.

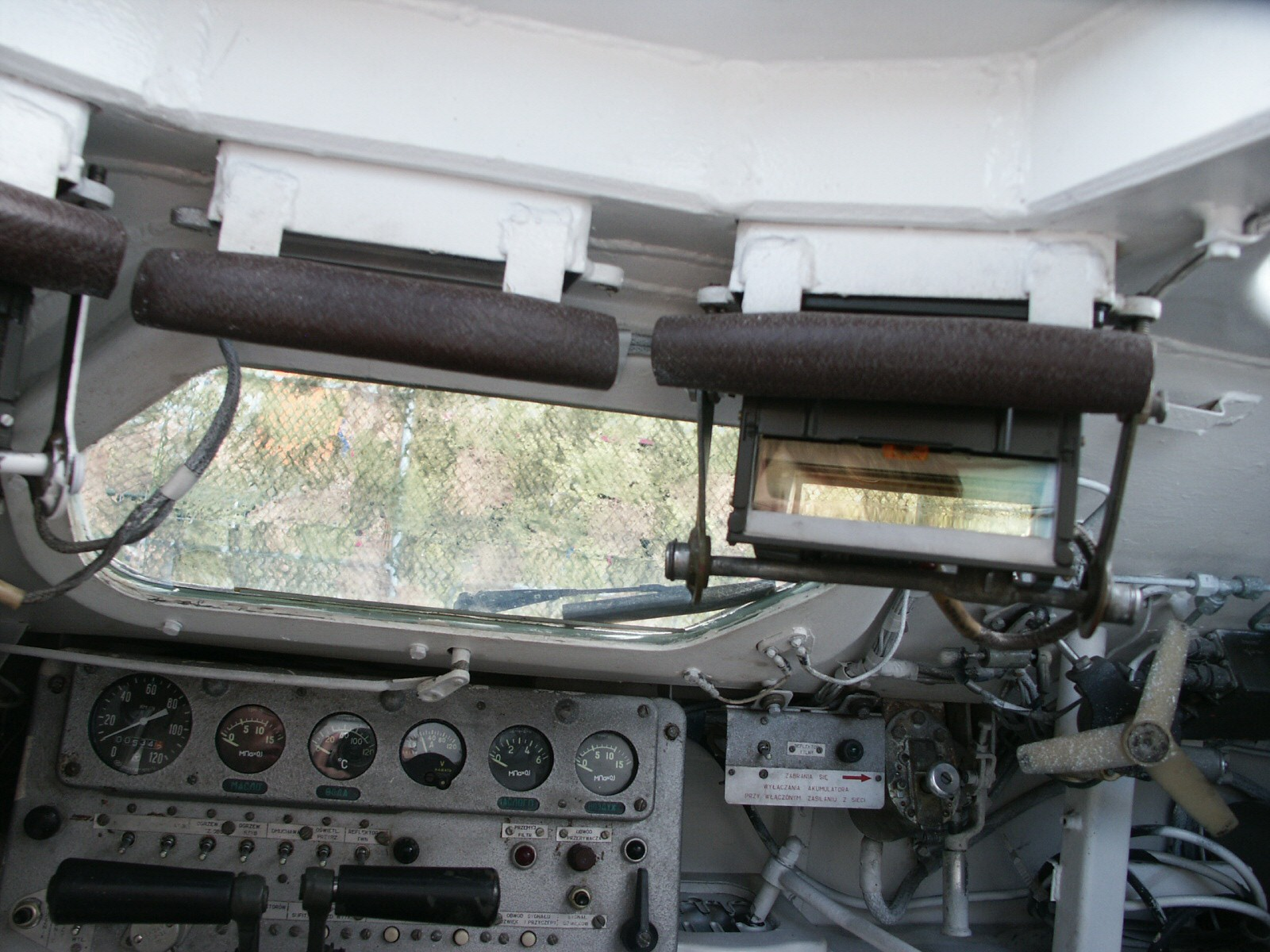
MTLB, przedział kierowania

## Produkcja i służba w Polsce
Transporter MT-LB był produkowany w Polsce przez HSW od 1976 roku z przeznaczeniem wyłącznie na eksport, w liczbie do ok. 600 sztuk rocznie. Na jego bazie opracowano w Polsce liczne konstrukcje, z których jednak tylko kilka pojazdów wsparcia produkowanych w niewielkich seriach, przyjętych na uzbrojenie Wojska Polskiego. Wśród nich był wóz pogotowia technicznego WPT Mors (1983 rok, 45 sztuk) i nośnik radiostacji R-137T. W fazie prototypów pozostały: samobieżna wyrzutnia rakiet przeciwlotniczych Turkus (1976-79), zestaw przeciwlotniczy Promet z podwójnym działkiem 23 mm (cztery prototypy, 1979), samobieżna wyrzutnia pocisków ppanc. 9M14M Malutka BTP-20 Skorpion (1983), transporter opancerzony MTLB-2AP z wieżą od SKOT-2AP z wkm 14,5 mm, podwozie Piast z polskim silnikiem, wóz rozpoznania skażeń Parys 01 i wóz ewakuacji medycznej Lotos. Nie zbudowano projektowanych samobieżnych zestawów przeciwlotniczych z działkami 30 mm Promet-2 (1980) i rakietowo-artyleryjskiego Polon (1986). Po 1990 roku podwozie MT-LB wykorzystano dla wozu dowodzenia ZWD-1 oraz jako nośnik systemu zakłóceń Przebiśnieg. W 1992 roku powstał prototyp transportera opancerzonego LWB-23 Krak, oznaczonego początkowo jako MT-LB-23M, z wieżą z działkiem 23 mm i karabinem maszynowym. 
Pod koniec lat 70. Ośrodek Badawczo-Rozwojowy Maszyn Ziemnych i Transportowych przy HSW opracował na bazie MT-LB ulepszony pojazd SPG-2 (szybkobieżne podwozie gąsienicowe) o polepszonej pływalności, posiadający przebudowany kadłub o większej wyporności i dwie śruby o napędzie hydraulicznym do poruszania się w wodzie. Podwozie SPG-2, (znane także jako Opal) posłużyło do powstania dalszych konstrukcji, z których do produkcji w większej serii trafiły transporter rozpoznania inżynieryjnego TRI Hors (1983) i wóz pogotowia technicznego Mors II (1986). W małej serii powstał wóz dowodzenia obrony przeciwlotniczej Łowcza-3. Prototypami pozostały m.in. wozy dowodzenia artylerii Opal I i Opal II (1990) i transporter amunicyjny Bor (1987). 

## Wersje
- ZSRR/Rosja
  - MT-LB – wersja podstawowa transportera opancerzonego uzbrojona w karabin maszynowy PKT w obrotowej wieży.
  - MT-LBW – wersja z szerszymi gąsienicami o nacisku jednostkowym zmniejszonym do 0,28 kg/cm²
  - MT-LBu – wóz dowodzenia z powiększonym kadłubem i wydłużonym podwoziem[9], wyposażony w sprzęt nawigacyjny, dodatkowe radiostacje i agregat prądotwórczy
  - MT-PLB – wóz zabezpieczenia technicznego wyposażony w dźwig o udźwigu 1500 kg i wyciągarkę
  - MT-LBM 6MA – zmodernizowany transporter opancerzony z wieżą z wkm 14,5 mm KPWT i km 7,62 mm PKT w tylnej części (2000 rok)[10]
  - MT-LBM 6MB – zmodernizowany transporter opancerzony z wieżą z działkiem 30 mm 2A72 i km 7,62 mm PKT w tylnej części (2000 rok)[10]
  - MT-LB Improwizowane działo przeciwlotnicze – modyfikacja MT-LB z zamontowanym prawdopodobnie okrętowym działkiem przeciwlotniczym 2M-3 kalibru 25mm, zauważona w marcu 2023 roku podczas inwazji Rosji na Ukrainę[11][12].
- Wozy bojowe skonstruowane na podwoziu MT-LB
  - 9K35 Strieła-10 – samobieżna wyrzutnia rakiet przeciwlotniczych
  - 9P149 Sturm-S – rakietowy niszczyciel czołgów uzbrojony w przeciwpancerne pociski kierowane 9M114
  - 2S1 Goździk – samobieżna haubica zbudowana na wydłużonym podwoziu MT-LB, oznaczonym jako MT-LBush («Объект 26»)[13].
  - TTLB – samobieżny radar artyleryjski SNAR-10
  - RChM – wóz rozpoznania chemicznego[9]

- Polska
  - MT-LB – transporter opancerzony – wersja bazowa
  - LWB-23 Krak  – lekki wóz bojowy dla oddziałów piechoty górskiej, [14].
  - WPT Mors – pierwsza wersja wozu pomocy technicznej
  - WEM Lotos – wóz ewakuacji medycznej – 4 nosze[15] MTLB Lotos Przedział transportowy w wersji pojazdu ewakuacji medycznej Lotos

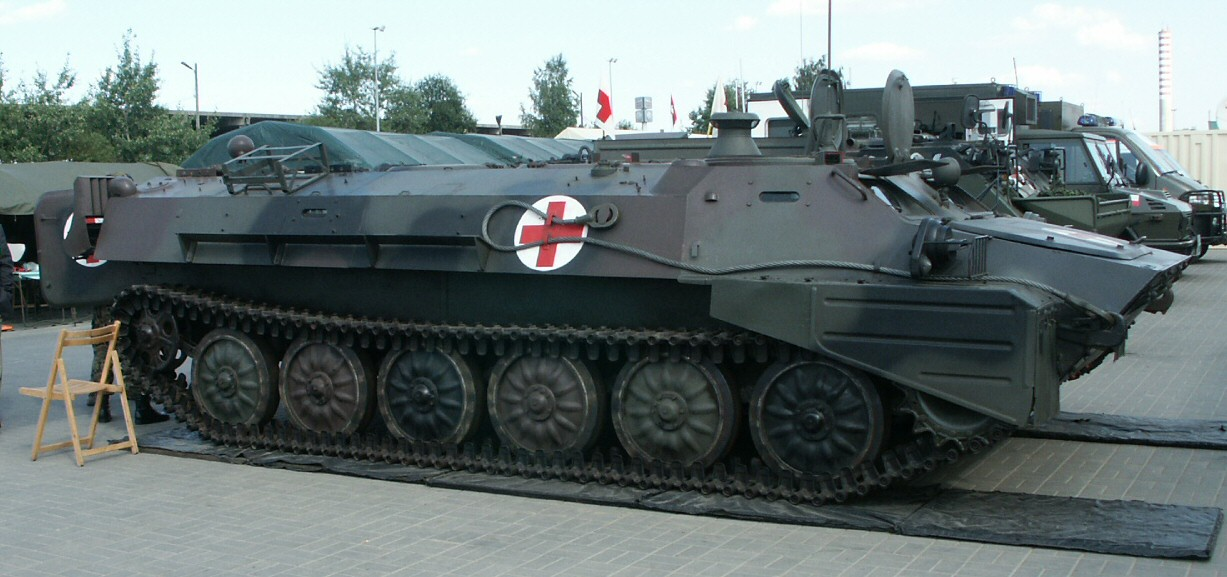
MTLB Lotos

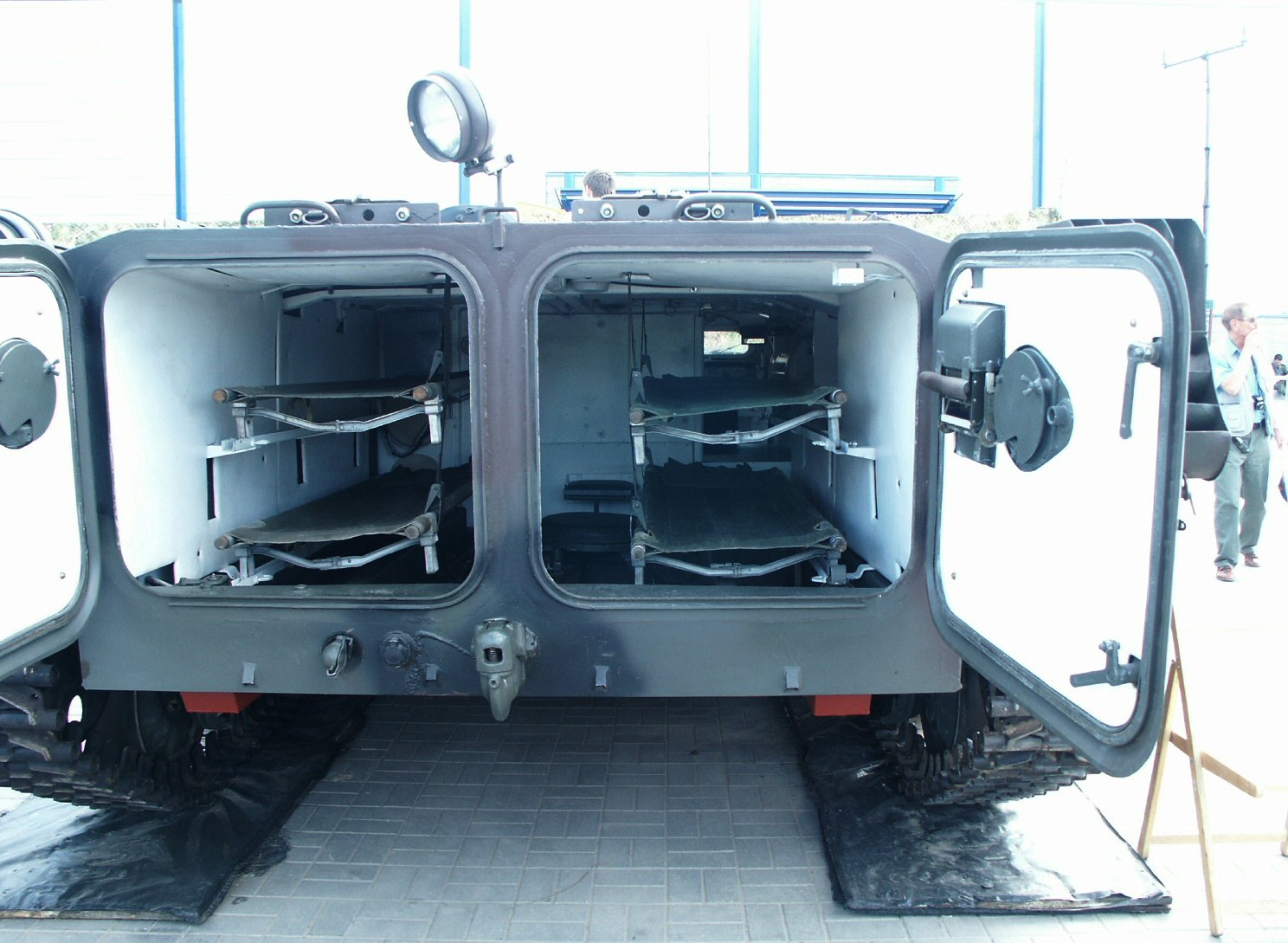
Przedział transportowy w wersji pojazdu ewakuacji medycznej Lotos

  - Irys (ZWD-1) – zautomatyzowany wóz dowodzenia[6]
  - Przebiśnieg – zautomatyzowany system rozpoznania i zakłóceń UKF
  - SZ lub MT-LB Z – stacja zakłóceń
  - SR lub MT-LB R – stacja rozpoznania
  - Kret WD – wóz dowodzenia kompanii radioelektronicznej
  - Maciejka – radiostacja jednowstęgowa średniej mocy R-137T

- SPG-2 (szybkobieżne podwozie gąsienicowe) – zmodernizowana 6 kołowa wersja z przebudowanym kadłubem i pędnikami wodnymi[4]
  - WPT Mors II – wóz pomocy technicznej
  - Łowcza-3 – zautomatyzowany wóz dowodzenia
  - TRI Hors – transporter rozpoznania inżynieryjnego
  - TI Durian – transporter inżynieryjny

- SPG-2A zmodernizowana 7 kołowa wersja
  - Sopel samobieżny zestaw przeciwlotniczy
  - Kroton transporter z systemem minowania narzutowego[16].
  - W 1993 roku powstały prototypy bojowego wozu piechoty BWO-40 z armatą Bofors 40 mm oraz zestawu przeciwlotniczego rakietowo-artyleryjskiego z działkami 23 mm Sopel[7][17].

- Bułgaria
  - BMP-23 – bojowy wóz piechoty na zaadaptowanym podwoziu 2S1
- Szwecja
  - Pansarbandvagn 401 – zmodernizowana wersja wykonana na bazie MTLB odkupionych od byłej armii NRD, służące w niektórych jednostkach ONZ

## Służba
Transporter MT-LB wszedł na uzbrojenie ZSRR w 1964 roku. Eksportowany do niektórych krajów Układu Warszawskiego i innych państw. Nie został przyjęty na uzbrojenie Wojska Polskiego w zasadniczej wersji transportera ani ciągnika, natomiast na uzbrojeniu Wojska Polskiego znalazło się kilkaset pojazdów o różnym przeznaczeniu wykorzystujących podwozie MT-LB oraz jego zmodernizowanej w Polsce wersji.
W końcu lat 90. w Rosji i na Ukrainie opracowano kilka wariantów modernizacji transportera, polegających głównie na wzmocnieniu uzbrojenia. Nieliczne z nich wdrożono do służby. Od 2000 roku rosyjska spółka Muromtiepłowoz podczas remontów modernizuje rosyjskie MT-LB do wariantu MT-LBM 6MA z wkm 14,5 mm lub 6MB z działkiem 30 mm 2A72.
Pojazdy produkowane w Polsce były przeznaczone przede wszystkim na eksport do ZSRR, ponadto opracowano szereg własnych odmian pochodnych, w tym opartych na zmodyfikowanym podwoziu o polepszonej pływalności. Po rozpadzie ZSRR HSW pozostała z szeregiem niesprzedanych pojazdów, które udało się rozdysponować dopiero ciągu następnych kilkunastu lat. W 2000 roku 10 MT-LB Polska podarowała Litwie (przekazane w styczniu 2001). W 2002 roku Huta Stalowa Wola sprzedała 67 MT-LB do Nigerii z przeznaczeniem dla sił pokojowych (w tym 54 bojowe oraz pojazdy dowodzenia i wsparcia w tym jeden wóz ewakuacji medycznej Lotos).

## Konstrukcja
Kadłub spawany z walcowanych płyt pancernych, wodoszczelny. Pancerz zapewnia ochronę tylko przed pociskami broni strzeleckiej i odłamkami pocisków artyleryjskich małego kalibru. W skrajnej przedniej części pojazdu znajduje się przedział transmisji napędu, a za nim przedział kierowania. W przedziale kierowania po lewej stronie jest miejsce kierowcy, a po prawej dowódcy. Nad nim znajduje się mała stożkowa wieżyczka TKB-01 z karabinem maszynowym 7,62 mm PKT. Zapas amunicji wynosi 2500 nabojów. Obaj członkowie załogi mają przed sobą okna ze szkła pancernego, zakrywane pancernymi pokrywami. Kierowca dysponuje trzyema peryskopami TNPO-170A. Nad miejscem kierowcy znajduje się luk. Silnik umieszczono  za przedziałem kierowania, w centralnej części pojazdu, przesunięty ku lewej burcie. Po prawej stronie znajduje się korytarzyk łączący przedział kierowania z przedziałem transportowym, zajmującym tylną część pojazdu. W przedziale transportowym można przewozić do 11 żołnierzy na siedzeniach wzdłuż burt, umieszczonych nad zbiornikami paliwa. Przedział transportowy ma dwuskrzydłowy właz z tyłu i dwa luki w dachu. W burtach znajdują się cztery zamykane strzelnice dla broni strzeleckiej.
Zawieszenie stanowi sześć pojedynczych kół jezdnych na wahaczach resorowanych wałkami skrętnymi po każdej stronie. Pierwsze i ostatnie koła mają amortyzatory hydrauliczne. Niektóre specjalne wersje pochodne mają podwozie przedłużone do siedmiu kół (m.in. MT-LBu). Gąsienice mają szerokość 350 mm.
Transporter może pływać po przygotowaniu polegającym m.in. na założeniu osłon hydrodynamicznych na gąsienice w przedniej części i podniesieniu falochronu na dziobie. Napęd w wodzie zapewniają poruszające się gąsienice. Ładowność w wodzie wynosi 2 tony.

## Egzemplarze muzealne

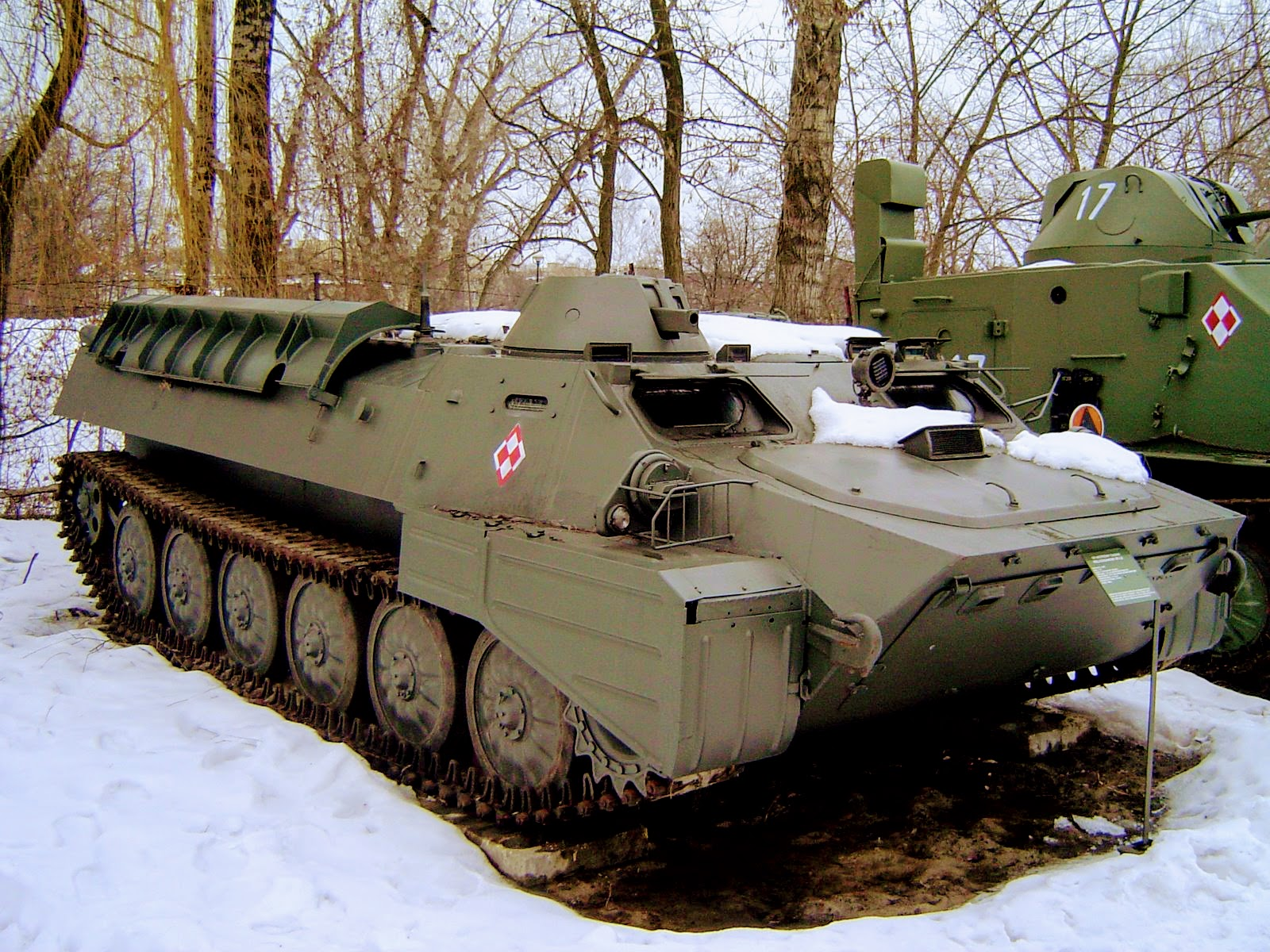
MT-LB ze zbiorów Muzeum Wojska Polskiego w Warszawie

Pojazdy MTLB można oglądać w następujących muzeach:
- Muzeum Wojsk Lądowych w Bydgoszczy – numer taktyczny 1221
- Muzeum Wojska Polskiego w Warszawie – pojazd znajduje się na terenie Muzeum Polskiej Techniki Wojskowej
- Muzeum Techniki Wojskowej w Zabrzu – sprawny
- Muzeum Militariów Atena – pojazd znajduje się na terenie firmy Anhol Pomoc Drogowa Gorzów Wielkopolski – sprawny
- Muzeum Uzbrojenia w Poznaniu – sprawny
- Muzeum Techniki i Uzbrojenia Wojskowego w Kaliszu – sprawny
- Muzeum Militarnej Historii w Bornem Sulinowie – sprawny
- Pilskie Muzeum Wojskowe – sprawny
- Muzeum uzbrojenia Witoszów Dolny k. Świdnicy
- Muzeum Sprzętu Wojskowego w Mrągowie – pojazd w wersji R-330P Piramida – sprawny